# データ転送レートの単位
電気通信におけるデータ転送レートとは、平均のビット数（ビットレート）、文字または記号の数（ボーレート）、あるいはデータ転送システムの通信経路上での単位時間当たりのデータの集合体の転送量である。一般的に用いられるデータ転送レートの単位（データてんそうレートのたんい、英語: data-transfer rate units）は、ビット毎秒（bit/s）もしくはバイト毎秒（B/s）の倍数である。一例として、現代の個人宅向け高速インターネット回線の一般的なデータ転送レートはメガビット毎秒（Mbits/s）で表される。

## 単位の記号および接頭辞に関する標準規格

### 単位の記号
国際量体系（ISQ）によるビットおよびバイトを表す記号は、それぞれ「bit」および「B」である。データ転送の単位という文脈では、1バイトは8ビットで構成され、オクテットと同義語である。bit/sの短縮形として「bps」も多く用いられる。1 Mbps接続と表示された場合、通常では最大の帯域幅が1 Mbit/s（100万ビット毎秒）、0.125 MB/s（1メガバイト毎秒）、または約0.1192 MiB/s（1メビバイト毎秒）となる。IEEEでは1ビットを表す記号として「b」が用いられる。

### 単位の接頭辞
国際単位系（SI）およびISQでは、接頭語の「k」はキロ、すなわち1,000を意味し、「Ki」は2進接頭辞であるキビ（kibi）を表す記号とされ、1,024を意味する。2進接頭辞は1998年に国際電気標準会議（IEC）により導入され、2008年3月27日にIEEE 1541-2002として再承認された。「K」の文字は1,024を指す非公式な省略記号として用いられることが多く、特に「KB」は「KiB」、つまりキロバイトの2進数版となるキビバイトの意味で用いられる。しかしながら、データ転送レートの文脈では、通常はSIに基づく解釈となる10進数としての接頭辞に限定して用いられる。

### バリエーション
1990年、IECは「IEC 60027-2: Letter symbols to be used in electrical technology – Part 2: Telecommunications and electronics」の第2次改訂を発行した。この標準規格は1998年に承認され、数量が2進倍数であることを特定するために用いられる、キビ（kibi）、メビ（mebi）、ギビ（gibi）、テビ（tebi）、ペビ（pebi）、エクスビ（exbi）といった接頭辞が導入された。これらの名前は元となったSI接頭語にbi（binaryの略）を付記したものである。これに伴い、SI接頭語は10の累乗のみを意味し2の累乗に用いてはならないことも明記された。

## ビットの10進倍数
これらの単位はIECの標準規格とは整合せず、慣習的に用いられることが多い。

### キロビット毎秒
キロビット毎秒（kilobit per second、kbit/sまたはkb/s、短縮形として「kbps」も用いられる）は以下のデータ転送レートと等しい。
- 1,000ビット毎秒（bits per socond）
- 125バイト毎秒（bytes per second）

### メガビット毎秒
メガビット毎秒（megabit per second、Mbit/sまたはMb/s、短縮形として「Mbps」も用いられる）は以下のデータ転送レートと等しい。
- 1,000キロビット毎秒（kilobits per second）
- 1,000,000ビット毎秒（bits per second）
- 125,000バイト毎秒（bytes per second）
- 125キロバイト毎秒（kilobytes per second）

### ギガビット毎秒
ギガビット毎秒（gigabit per second、Gbit/sまたはGb/s、短縮形として「Gbps」も用いられる）は以下のデータ転送レートと等しい。
- 1,000メガビット毎秒（megabits per second）
- 1,000,000ビット毎秒（kilobits per second）
- 1,000,000,000ビット毎秒（bits per second）
- 125,000,000バイト毎秒（bytes per second）
- 125メガバイト毎秒（megabytes per second）

### テラビット毎秒
テラビット毎秒（terabit per second、Tbit/sまたはTb/s、短縮形として「Tbps」も用いられる）は以下のデータ転送レートと等しい。
- 1,000ギガビット毎秒（gigabits per second）
- 1,000,000メガビット毎秒（megabits per second）
- 1,000,000,000キロビット毎秒（kilobits per second）
- 1,000,000,000,000ビット毎秒（bits per second）
- 125,000,000,000バイト毎秒（bytes per second）
- 125ギガバイト毎秒（gigabytes per second）

## バイトの10進倍数
これらの単位の使用は非推奨とされることが多い。上記バリエーション節を参照。

### キロバイト毎秒
キロバイト毎秒（kilobyte per second、kB/s）は以下のデータ転送レートと等しい。
- 8,000ビット毎秒（bits per second）
- 1,000バイト毎秒（bytes per second）
- 8キロビット毎秒（kilobits per second）

### メガバイト毎秒
メガバイト毎秒（megabyte per second、MB/s）は以下のデータ転送レートと等しい。
- 8,000,000ビット毎秒（bits per second）
- 1,000,000バイト毎秒（bytes per second）
- 1,000ビット毎秒（kilobytes per second）
- 8バイト毎秒（megabits per second）

### ギガバイト毎秒
ギガバイト毎秒（gigabyte per second、GB/s）は以下のデータ転送レートと等しい。
- 8,000,000,000ビット毎秒（bits per second）
- 1,000,000,000バイト毎秒（bytes per second）
- 1,000,000キロビット毎秒（kilobytes per second）
- 1,000メガバイト毎秒（megabytes per second）
- 8ギガビット毎秒（gigabits per second）

### テラバイト毎秒
テラバイト毎秒（terabyte per second、TB/s）は以下のデータ転送レートと等しい。
- 8,000,000,000,000ビット毎秒（bits per second）
- 1,000,000,000,000バイト毎秒（bytes per second）
- 1,000,000,000キロバイト毎秒（kilobytes per second）
- 1,000,000メガバイト毎秒（megabytes per second）
- 1,000ギガバイト毎秒（gigabytes per second）
- 8テラビット毎秒（terabits per second）

## 変換表
| 名称           | 記号    | ビット毎秒（bit/s） | バイト毎秒（B/s） | ビット毎秒（数式） | バイト毎秒（数式） |
| -------------- | ------- | ------------------- | ----------------- | ------------------ | ------------------ |
| ビット毎秒     | bit/s   | 1                   | 0.125             | 1                  | 1/8                |
| バイト毎秒     | B/s     | 8                   | 1                 | 8                  | 1                  |
| キロビット毎秒 | kbit/s  | 1,000               | 125               | 103                | 1/8 × 103          |
| キビビット毎秒 | Kibit/s | 1,024               | 128               | 210                | 27                 |
| キロバイト毎秒 | kB/s    | 8,000               | 1,000             | 8 × 103            | 103                |
| キビバイト毎秒 | KiB/s   | 8,192               | 1,024             | 213                | 210                |
| メガビット毎秒 | Mbit/s  | 1,000,000           | 125,000           | 106                | 1/8 × 106          |
| メビビット毎秒 | Mibit/s | 1,048,576           | 131,072           | 220                | 217                |
| メガバイト毎秒 | MB/s    | 8,000,000           | 1,000,000         | 8 × 106            | 106                |
| メビバイト毎秒 | MiB/s   | 8,388,608           | 1,048,576         | 223                | 220                |
| ギガビット毎秒 | Gbit/s  | 1,000,000,000       | 125,000,000       | 109                | 1/8 × 109          |
| ギビビット毎秒 | Gibit/s | 1,073,741,824       | 134,217,728       | 230                | 227                |
| ギガバイト毎秒 | GB/s    | 8,000,000,000       | 1,000,000,000     | 8 × 109            | 109                |
| ギビバイト毎秒 | GiB/s   | 8,589,934,592       | 1,073,741,824     | 233                | 230                |
| テラビット毎秒 | Tbit/s  | 1,000,000,000,000   | 125,000,000,000   | 1012               | 1/8 × 1012         |
| テビビット毎秒 | Tibit/s | 1,099,511,627,776   | 137,438,953,472   | 240                | 237                |
| テラバイト毎秒 | TB/s    | 8,000,000,000,000   | 1,000,000,000,000 | 8 × 1012           | 1012               |
| テビバイト毎秒 | TiB/s   | 8,796,093,022,208   | 1,099,511,627,776 | 243                | 240                |

## ビットレートの例
| 数量    | 単位   | ビット毎秒（bit/s） | バイト毎秒（B/s） | 分野             | 解説                                                                |
| ------- | ------ | ------------------- | ----------------- | ---------------- | ------------------------------------------------------------------- |
| 56      | kbit/s | 56,000              | 7,000             | ネットワーク     | 56 kbit/s - V.90/92モデム                                           |
| 64      | kbit/s | 64,000              | 8,000             | ネットワーク     | 64 kbit/s - ISDN Bチャンネルまたは最高品質、無圧縮電話線            |
| 1,536   | kbit/s | 1,536,000           | 192,000           | ネットワーク     | 24チャンネル電話線（アメリカ）、または good VTC T1.                 |
| 10      | Mbit/s | 10,000,000          | 1,250,000         | ネットワーク     | 107 bit/s - 初期のイーサネット: 10BASE2, 10BASE5, 10BASE-T          |
| 54      | Mbit/s | 54,000,000          | 6,750,000         | ネットワーク     | 802.11g - 無線LAN                                                   |
| 100     | Mbit/s | 100,000,000         | 12,500,000        | ネットワーク     | 100メガビット・イーサネット                                         |
| 600     | Mbit/s | 600,000,000         | 75,000,000        | ネットワーク     | 802.11n - 無線LAN                                                   |
| 1       | Gbit/s | 1,000,000,000       | 125,000,000       | ネットワーク     | ギガビット・イーサネット                                            |
| 10      | Gbit/s | 10,000,000,000      | 1,250,000,000     | ネットワーク     | 10ギガビット・イーサネット                                          |
| 100     | Gbit/s | 100,000,000,000     | 12,500,000,000    | ネットワーク     | 100ギガビット・イーサネット                                         |
| 1       | Tbit/s | 1,000,000,000,000   | 125,000,000,000   | ネットワーク     | SEA-ME-WE 4 海底ケーブル - 1.28 terabits per second                 |
| 4       | kbit/s | 4,000               | 500               | 音声データ       | 発言が聴き取れる最低限度（専用音声エンコードによる）                |
| 8       | kbit/s | 8,000               | 1,000             | 音声データ       | 低ビットレートの電話品質                                            |
| 32      | kbit/s | 32,000              | 4,000             | 音声データ       | 中波品質またはADPCMによる音声、30チャンネルを60チャンネルに倍増可能 |
| 128     | kbit/s | 128,000             | 16,000            | 音声データ       | 128 kbit/s MP3 - 128,000 bit/s                                      |
| 192     | kbit/s | 192,000             | 24,000            | 音声データ       | 192 kbit/s MP3 - 192,000 bit/s                                      |
| 1,411.2 | kbit/s | 1,411,200           | 176,400           | 音声データ       | オーディオCD（無圧縮、16 bitサンプリング × 44.1 kHz × 2チャンネル） |
| 2       | Mbit/s | 2,000,000           | 250,000           | 映像データ       | 30チャンネルの電話音声またはビデオ会議のためのVHS画質の映像         |
| 8       | Mbit/s | 8,000,000           | 1,000,000         | 映像データ       | DVD画質                                                             |
| 27      | Mbit/s | 27,000,000          | 3,375,000         | 映像データ       | HDTV画質                                                            |
| 1.244   | Gbit/s | 1,244,000,000       | 155,500,000       | ネットワーク     | OC-24、1.244 Gbit/s SONETデータチャンネル                           |
| 9.953   | Gbit/s | 9,953,000,000       | 1,244,125,000     | ネットワーク     | OC-192、9.953 Gbit/s SONETデータチャンネル                          |
| 39.813  | Gbit/s | 39,813,000,000      | 4,976,625,000     | ネットワーク     | OC-768、39.813 Gbit/s SONETデータチャンネル                         |
| 60      | MB/s   | 480,000,000         | 60,000,000        | インターフェース | USB 2.0 High-Speed                                                  |
| 98.3    | MB/s   | 786,432,000         | 98,304,000        | インターフェース | FireWire IEEE 1394b-2002 S800                                       |
| 120     | MB/s   | 960,000,000         | 120,000,000       | インターフェース | ハードディスクドライブ読み出し - Samsung SpinPoint F1 HD103Uj       |
| 133     | MB/s   | 1,064,000,000       | 133,000,000       | インターフェース | PATA UDMA 6                                                         |
| 133     | MB/s   | 1,064,000,000       | 133,000,000       | インターフェース | PCI 32-bit @ 33 MHz (standard configuration)                        |
| 188     | MB/s   | 1,504,000,000       | 188,000,000       | インターフェース | SATA Revision 1.0 - 1.5 Gbit/s                                      |
| 375     | MB/s   | 3,000,000,000       | 375,000,000       | インターフェース | SATA Revision 2.0 - 3 Gbit/s                                        |
| 500     | MB/s   | 4,000,000,000       | 500,000,000       | インターフェース | PCI Express x1 v2.0                                                 |
| 5.0     | Gbit/s | 5,000,000,000       | 625,000,000       | インターフェース | USB 3.0 SuperSpeed - 別名: USB 3.1 Gen1                             |
| 750     | MB/s   | 6,000,000,000       | 750,000,000       | インターフェース | SATA Revision 3.0 - 6 Gbit/s                                        |
| 1067    | MB/s   | 8,533,333,333       | 1,066,666,667     | インターフェース | PCI-X 64 bit 133 MHz                                                |
| 10      | Gbit/s | 10,000,000,000      | 1,250,000,000     | インターフェース | USB 3.1 SuperSpeed+ - 別名: USB 3.1 Gen2                            |
| 1250    | MB/s   | 10,000,000,000      | 1,250,000,000     | インターフェース | Thunderbolt                                                         |
| 2500    | MB/s   | 20,000,000,000      | 2,500,000,000     | インターフェース | Thunderbolt 2                                                       |
| 5000    | MB/s   | 40,000,000,000      | 5,000,000,000     | インターフェース | Thunderbolt 3                                                       |
| 8000    | MB/s   | 64,000,000,000      | 8,000,000,000     | インターフェース | PCI Express x16 v2.0                                                |
| 12000   | MB/s   | 96,000,000,000      | 12,000,000,000    | インターフェース | InfiniBand 12X QDR                                                  |
| 16000   | MB/s   | 128,000,000,000     | 16,000,000,000    | インターフェース | PCI Express x16 v3.0                                                |